# Cose spaventose
Cose spaventose è il sesto album del gruppo musicale ska italiano Vallanzaska, pubblicato nel 2007 dall'etichetta discografica Maninalto!.

## Tracce
CD (Maninalto!)
1. La ninna nanna del becchino – 3:42
2. Il sogno del becchino – 3:24
3. Conan at the Disco – 3:04
4. W la Repubblica – 2:16
5. Titanic Orkestar – 3:33
6. Uomo nudo, donna nuda – 3:02
7. Fiaba I – 2:08
8. Il senso dei 5 sensi – 3:12
9. Maratoneta – 3:00
10. Cover Band – 3:05
11. Caravaggio – 2:46
12. Mongolfuori (+ ghost track) – 17:00

Durata totale: 50:12